# 荒埼 (給糧艦)
荒埼(あらさき)は、日本海軍の運送艦(給糧艦)。
杵埼型給糧艦の1隻。
艦名は岬の名で、鶴岡市北西の加茂港附近、三浦半島南西岸、平戸諸島生月島の南端、宮崎県志布志湾の東口(都井岬の西)など各地にその名前がある。

## 艦歴
昭和16年(1941年)度(後にマル臨計画と呼称)に雑役船として計画された。
1942年(昭和17年)11月10日に大阪鉄工所桜島工場で起工、
1943年(昭和18年)2月5日荒埼(アラサキ)と命名され、
同日特務艦類別等級で運送艦、杵埼型に加えられた。
2月27日進水、5月29日竣工し、
同日在役特務艦に定められ、
連合艦隊付属に編入された。
太平洋戦争では主に糧食補給と輸送任務に従事した。
7月18日佐伯を出港し、ラバウル方面の糧食補給任務に従事した。
9月19日「りおん丸」を護衛し、スラバヤへ回航。
11月2日ラバウル入港、敵機の攻撃で損傷した。
11月19日スラバヤ入港、入渠し修理を行った。
12月14日スラバヤ出港、ラバウルの糧食補給任務で2往復した。
1944年(昭和19年)2月23日スラバヤを出港し、パラオ、ダバオ方面の糧食補給任務に従事した。
4月24日スラバヤ出港、リンガ、タウイタウイ方面で機動部隊への糧食補給を行った。
8月27日シンガポールに入港し、修理を行った。
9月10日シンガポール出港、以後サイゴン、リンガ、ブルネイ方面の補給任務に従事。
1945年(昭和20年)2月1日スラバヤ西方で触雷し航行不能になった。
スラバヤで修理を行い、以後バリ島への補給を2回実施、
終戦時はスラバヤに所在した。
1945年(昭和20年)10月5日除籍。
1946年(昭和21年)2月20日に特別輸送艦に指定され、
復員輸送に従事、その後特別保管艦に指定された。
連合国への艦艇引渡の際は同行して回航員の帰国に使用された。
第2回引渡の時は1947年(昭和22年)7月26日佐世保を出港、8月14日にシンガポールで艦艇引渡が行われると回航員を収容し佐世保に帰港した。
第3回引渡の時は8月25日7時30分荒埼は引渡艦艇と共に佐世保を出港、28日ナホトカに到着し、同日随伴の艦艇の引き渡しが行われた。
その後荒埼は一旦米国に引き渡され、同年10月1日に指定解除され日本に返還された。
1948年(昭和23年)4月に農林水産省へ移管し、水産講習所(後の東京水産大学)練習船、海鷹丸(うみたかまる)となった。
1955年(昭和30年)8月解役し大蔵省へ返還。
1956年(昭和31年)幸和商会へ売却、同年8月に関西汽船に転売され佐野安船渠で改造され、高知丸と改名した。
1963年(昭和38年)に再度改造されなにわ丸(なにわまる)と改名、日韓航路に就航した。
1967年(昭和42年)4月にフィリピン・ロドリゲス商会へ売却された。